# Liste der Baudenkmale in Celle-Denkmalgruppen
In der Liste der Baudenkmale in Celle-Denkmalgruppen sind die Denkmalbereiche der niedersächsischen Stadt Celle aufgelistet. Die Quelle der Einträge ist der Denkmalatlas Niedersachsen mit tw. Kürzungen. Der Stand der Liste ist der 5. Mai 2024.

## Allgemein
In den Spalten befinden sich folgende Informationen:
- Lage: die Adresse des Baudenkmales und die geographischen Koordinaten. Kartenansicht, um Koordinaten zu setzen. In der Kartenansicht sind Baudenkmale ohne Koordinaten mit einem roten Marker dargestellt und können in der Karte gesetzt werden. Baudenkmale ohne Bild sind mit einem blauen Marker gekennzeichnet, Baudenkmale mit Bild mit einem grünen Marker.
- Bezeichnung: Bezeichnung des Baudenkmales
- Beschreibung: die Beschreibung des Baudenkmales. Unter § 3 Abs. 2 NDSchG werden Einzeldenkmale und unter § 3 Abs. 3 NDSchG Gruppen baulicher Anlagen und deren Bestandteile ausgewiesen.
- ID: die Objekt-ID des Baudenkmales
- Bild: ein Bild des Baudenkmales, ggf. zusätzlich mit einem Link zu weiteren Fotos des Baudenkmals im Medienarchiv Wikimedia Commons. Wenn man auf das Kamerasymbol klickt, können Fotos zu Baudenkmalen aus dieser Liste hochgeladen werden:

## Celle
Wenn möglich, wurde ein Link zu den Einzeldenkmalen eingefügt.

## A
| Lage                        | Bezeichnung                | Beschreibung | ID       | Bild |
| --------------------------- | -------------------------- | --- | -------- | ---- |
| 52° 37′ 39″ N, 10° 4′ 48″ O | Allerwehr                  | Stauanlage, bestehend aus einem großen Überfallwehr und einem nördlich davon gelegenen Walzenwehr, einem dazwischen auf einer künstlichen Insel stehenden Wärterhaus sowie am Nordende des Walzenwehrs befindlichem Maschinenhaus samt den dazugehörigen Maschinen, wasserbaulichen Anlagen und Uferbefestigungen. | 34352636 | BW   |
| 52° 37′ 7″ N, 10° 4′ 44″ O  | Altstädter Schule          | Zentrales Schulgebäude, daneben das Rektorenwohnhaus, beide von Otto Haesler 1927–28 entworfen. Im rückwärtigen Hofbereich ist eine Schulbaracke von 1941/42 erhalten. | 34352558 | BW   |
| 52° 37′ 18″ N, 10° 4′ 40″ O | Äußere Westcellertorstraße | Gruppe aus sechs Gebäuden beiderseits der Westcellertorstraße im Bereich außerhalb des Stadtgrabens, entstanden nach der Entfestigung der Stadt im Bereich eines früheren Ravelins der Befestigungsanlage, mit prägender Gestaltung aus der Zeit um 1900.                                                          | 34353123 | BW   |

## B
| Lage                        | Bezeichnung                     | Beschreibung | ID       | Bild |
| --------------------------- | ------------------------------- | --- | -------- | ---- |
| 52° 37′ 15″ N, 10° 3′ 51″ O | Wohnhäuser Bahnhofsvorplatz     | Drei Wohnhäuser in ähnlicher Gestaltung, zweigeschossig mit Putzfassaden, entstanden zwischen 1891 und 1894. | 34352127 |      |
| 52° 37′ 17″ N, 10° 3′ 51″ O | Wohnhäuser Bahnhofsplatz        | Zwei- und dreigeschossige, in großen Teilen in Reihe gebaute Wohnhäuser der Jahrhundertwende zum 20. Jahrhundert, auf der Ostseite der Straße Bahnhofsplatz. | 34352114 |      |
| 52° 37′ 26″ N, 10° 4′ 25″ O | Behördenzentrum                 | Baugruppe, bestehend aus der 1855–57 parallel zur Straße errichteten Hebammenlehranstalt, einem in qualitätvollen Formen des Rundbogenstils errichteten Backsteinbau, der 1905–13 erweitert wurde durch einen zweigeschossigen, teilweise verputzten Massivbau. Beide Bauten wurden wiederum zwischen 1929 und 1932 um einen dreiflügeligen, zweigeschossigen Backsteinbau mit wenigen expressionistischen Zierformen ergänzt, der unmittelbar an die Vorgängerbebauung anschließt und den Hof nach Süden begrenzt. Bis 1932 dienten diese Baulichkeiten der Entbindungs- und Hebammenlehranstalt, ab 1933 als Landesfrauenklinik. Ein ab 1938 erbautes Behördenhaus steht straßenbegleitend südlich der ehemaligen Hebammenlehranstalt. | 34352492 | BW   |
| 52° 37′ 46″ N, 10° 5′ 18″ O | Berggartenstraße                | Vor dem Hehlentor entstand im 19. Jh. entlang der nördlich der Aller gelegenen Ausfallstraßen nach Bremen, Harburg, Lüneburg und Wittingen eine bevorzugte Vorstadt, die nach und nach aufgesiedelt wurde. Die Berggartenstraße ist dabei relativ spät ab 1906 geplant und ab 1908 angelegt worden als Verbindungsstraße zwischen Lüneburger Straße und Altenhägener Gasse (heute Schlepegrellstraße). Das Gelände der Berggartenstraße war zuvor privates Wiesen- und Gartenland, das größtenteils dem Rentier Eduard Holste gehörte, der sich 1906/07 von dem Architekten Otto Haesler (1880–1962) sein Wohnhaus Lüneburger Str. 46 bauen ließ. Dies war der erste Wohnhausneubau des jungen Haesler in Celle und es ist nicht ausgeschlossen, dass Haeslers späteres Entwurfs- und Investoren-Engagement in der Berggartenstraße hier seine wirtschaftliche Grundlage fand. Haesler hatte im südlichen Abschnitt der Berggartenstraße Grundstücke erworben und trat dort selbst als Investor für zunächst 21 Grundstücke auf. Sein Bebauungsplan sah eng gereihte, etwa 500 m² große Grundstücke für Ein- und Zweifamilienhäuser mit individuellen Grundrissen und Gartengestaltungen vor. Ein besonderes städtebauliches Merkmal war die Staffelung der Bebauung der Ostseite in zwei Reihen hintereinander, so dass die rückwärtigen Grundstücke von der Straße aus nur über schmale Fußwege hätten erreicht werden können. Da der Haesler-Bebauungsplan nur ansatzweise und im Detail verändert umgesetzt wurde, ist das originelle Zweireihen-Konzept lediglich an einer Stelle (Nr. 9) verwirklicht worden. Haeslerbauten finden sich bei insgesamt acht Berggartenstraßen-Liegenschaften aus den Jahren 1909 bis 1911, die er als Architekt, Investor, Bauträger und Vermieter umsetzte. Auch die übrigen Grundstücke an der Berggartenstraße sind offenbar nicht in den freien Verkauf gekommen, sondern an weitere Bauträger und Architekteninvestoren gegeben worden, wodurch einige Häuser von anderen bekannten Celler Architekten und Bauunternehmern stammen, so etwa von der Firma W. Krüger, von Johannes Möller sowie von der Baufirmen Welge & Bergen. Die ersten Anwohner der neuen Berggartenstraße kamen aus dem gehobenen Bürgertum; es waren hohe Juristen, Werksdirektoren, höhere Stadtangestellte, Lehrer usw. | 34352193 | BW   |
| 52° 37′ 17″ N, 10° 5′ 26″ O | Blumlage 17–20                  | Ensemble von aneinander gereihten Fachwerkgebäuden des 17. und 18. Jahrhunderts an der Ostseite der Blumlage, der alten Celler Vorstadt und Ausfallstraße Richtung Braunschweig, auf schmalen Parzellen mit rückwärtigen Grundstücken und Nebengebäuden. Dabei kommen straßenseitig sowohl ältere kleinere Giebelhäuser als auch städtische größere Traufenhäuser vor. | 46316154 | BW   |
| 52° 37′ 7″ N, 10° 5′ 32″ O  | Blumlage 74–83                  | Straßenbildprägende Reihe von traufständigen Fachwerkhäusern auf der Westseite der Straße Blumlage. | 34353019 | BW   |
| 52° 37′ 14″ N, 10° 5′ 25″ O | Blumlage 98–102                 | Straßenbildprägende Reihe von traufständigen Fachwerkhäusern auf der Westseite der Straße Blumlage. | 34353002 | BW   |
| 52° 37′ 15″ N, 10° 5′ 23″ O | Blumlage 104–106                | Straßenbildprägende Reihe von giebel- und traufständigen Fachwerkhäusern auf der Westseite der Straße Blumlage. | 34352985 | BW   |
| 52° 37′ 16″ N, 10° 5′ 22″ O | Blumlage 111–114                | Straßenbildprägende Reihe von giebel- und traufständigen Wohnhäusern unterschiedlicher Zeiten und Konstruktion, auf der Westseite der Straße Blumlage. | 34352968 | BW   |
| 52° 37′ 18″ N, 10° 5′ 21″ O | Blumlage 119–124                | Ensemble von aneinander gereihten Fachwerkgebäuden des 17. bis frühen 19. Jahrhunderts an der Westseite der Blumlage, der alten Celler Vorstadt und Ausfallstraße Richtung Braunschweig, auf schmalen Parzellen mit rückwärtigen Grundstücken und Nebengebäuden. Dabei kommen straßenseitig sowohl ältere kleinere Giebelhäuser als auch städtische größere Traufenhäuser vor. | 34352951 | BW   |
| 52° 37′ 20″ N, 10° 5′ 20″ O | Blumlage 127–129                | Ensemble von aneinander gereihten Fachwerkgebäuden des 17. Jahrhunderts der alten Celler Vorstadt an der Westseite der Blumlage, der Ausfallstraße Richtung Braunschweig. Dabei kommen straßenseitig sowohl Giebel- als auch Traufenhäuser vor. | 34352934 | BW   |
| 52° 36′ 41″ N, 10° 5′ 37″ O | Siedlung Blumläger Feld         | Wohnsiedlung der Städtischen Wohnungsfürsorge-Gesellschaft mbH Celle, erbaut 1930–31 nach einem Entwurf von Otto Haesler. Anlage aus zweigeschossigen Wohnhäusern mit Flachdächern, frei stehend in Nord-Süd-gerichteter Zeilenanordnung mit breiten Freiflächen zwischen den Zeilenbauten; Putzfassaden mit horizontalen Fensterbändern sowie Treppenhaus-Einschnitten. | 34352899 | BW   |
| 52° 38′ 17″ N, 10° 4′ 58″ O | Britischer Kriegsgräberfriedhof | Friedhof mit Umfassungsmauer und Eingangstor aus Quadermauerwerk, Grünanlage mit Pavillon und Gräbern in Reihe in Form von schlichten symmetrisch angeordneten stelenartigen Grabsteinen. | 34352828 | BW   |
| 52° 37′ 17″ N, 10° 4′ 40″ O | Bullenberg                      | Die Ostseite des Bullenberg ist besetzt von drei Wohnbauten der 1870er Jahre in gelbem Backstein. | 34352206 | BW   |

## C
| Lage                        | Bezeichnung                | Beschreibung | ID       | Bild |
| --------------------------- | -------------------------- | --- | -------- | ---- |
| 52° 36′ 55″ N, 10° 4′ 47″ O | Cambridge-Dragoner-Kaserne | Alte Kaserne von 1842 mit zwei Flügelbauten sowie die nach Westen zur Hannoverschen Straße abschließende Einfriedung. Zum Gelände gehören zudem ein Gefallenendenkmal sowie die Kleinplastik von Kanonieren mit Geschütz auf Torpfeiler. | 34353275 | BW   |
| 52° 37′ 56″ N, 10° 5′ 42″ O | Celler Stadtfriedhof       | Die Stadt Celle erwarb um 1915 eine Fläche von rund 7 ha aus dem Besitz der ehemaligen königlichen Schieblerschen Baumschule am Rande des Hehlentorgebietes, wo ab 1919 die ersten Beerdigungen vorgenommen wurden. Die Gesamtanlage besitzt eine geometrische Rasterung, welche sich bis in jedes einzelne Grabquartier fortsetzt, was durch alleeartig geführte Baumachsen unterstrichen wird. Ein Gefallenendenkmal wurde in den Zwanziger Jahren des 20. Jahrhunderts im Westen der Anlage in Form von drei konzentrischen Kreisen mit Grabplatten und Stelen für kriegsgefallene Soldaten und einer Gedenksäule für die im Ersten Weltkrieg Gefallenen errichtet. Die Kapelle mit Krematorium, die im Osten der Anlage liegt, stammt von 1935. | 34352232 | BW   |

## E
| Lage                        | Bezeichnung       | Beschreibung | ID       | Bild |
| --------------------------- | ----------------- | --- | -------- | ---- |
| 52° 37′ 33″ N, 10° 4′ 29″ O | Elektrizitätswerk | Gruppe bestehend aus dem Elektrizitätswerk Hafenstraße 3 sowie dem benachbarten Direktorenwohnhaus Hafenstraße 1, 1906 in einheitlichem Stil im südöstlichen Teil der Allerinsel errichtet.                                                                      | 34352297 | BW   |
| 52° 39′ 14″ N, 10° 1′ 14″ O | Entenmeisterhof   | Entenfanganlage der herzoglichen Hofhaltung, angelegt 1690; mit Ententeich und Fangeinrichtungen sowie der Hofanlage des Entenmeisters, bestehend aus zwei Wohnhäusern, einer Scheune mit Remise und einem Gartenhaus.                                           | 34353105 | BW   |
| 52° 37′ 10″ N, 10° 4′ 43″ O | Ernestinum        | Ensemble des ehemaligen Gymnasiums Ernestinum. Dreigeschossiger verputzter Massivbau auf etwa L-förmigem Grundriss, erbaut 1912–14. Im Osten Zugangsbrücke, im Westen Turnhalle, im Süden und Norden bauzeitliche Einfriedungsmauern. Architekt: Johannes Fleck. | 46854002 | BW   |

## F
| Lage                        | Bezeichnung                     | Beschreibung | ID       | Bild |
| --------------------------- | ------------------------------- | --- | -------- | ---- |
| 52° 37′ 8″ N, 10° 4′ 34″ O  | Fachwerkensemble                | Das Ensemble besteht aus drei Fachwerkbauten des frühen 18. Jahrhunderts und späten 19. Jahrhunderts im Bereich Bullenberg/Hannoversche Straße. | 34352219 | BW   |
| 52° 37′ 14″ N, 10° 5′ 0″ O  | Französischer Garten            | Südlich der Stadt und des Schlosses von Celle, jenseits des Stadtgrabens angelegter Garten, dessen Anfänge wohl bis in das 15. Jahrhundert zurückreichen. Ältestes Gebäude innerhalb des Gartens ist das 1611 erbaute Schlößchen, das als Lusthaus diente. In den Jahren 1695/96 wurde eine doppelreihige Lindenallee gepflanzt und gab dem einst geometrisch angelegten Lust- und Nutzgarten der Celler Herzöge eine bis heute bestehende dominante Mittelachse in Ost-West-Richtung. Ab 1772 sind einige Gartenpartien im neuen englischen Stil durch den Gartenbaumeister G.F. Krantz umgestaltet worden, zu dieser Zeit bekam auch das westlich gelegene Teichgeviert seine endgültige runde Form. Rund fünfzig Jahre später, ab 1821, legte der hannoversche Hofgärtner H.L. Wendland Pläne zur schrittweisen Umgestaltung in einen Landschaftspark vor, die aber erst ab 1848 durch den Garteninspektor Christian Schaumburg realisiert wurden. Nach dem Ersten Weltkrieg wurde im Osten ein Kinderspielplatz angelegt, im Westen ein kleiner Rosengarten. 1927 ist das Landesinstitut für Bienenforschung gegründet worden, das seinen Sitz bis heute im nördlichen Gartenbereich auf dem Gelände der ehemaligen Obstgärten mit Orangerie und Nebengebäuden hat. | 34352245 | BW   |
| 52° 37′ 36″ N, 10° 5′ 6″ O  | Villa Fritzenwiese 24           | Annähernd rechteckiges Wohngrundstück außerhalb des Stadtgrabens, 1877 bebaut mit freistehender Backsteinvilla sowie zugehörigem Stallgebäude und straßenseitiger Einfriedungsmauer. Gartenfläche südlich und östlich des Wohnhauses. | 34352258 | BW   |
| 52° 37′ 29″ N, 10° 5′ 19″ O | Wohnhäuser Fritzenwiese 101–111 | Geschlossene Häuserzeile aus sechs zweigeschossigen traufständigen Fachwerkbauten unter Satteldächern aus dem 17. und 18. Jahrhundert. Schmale, bis an einen Altarm der Aller reichende Grundstücksparzellen außerhalb der früheren Stadtbefestigung. | 34352271 | BW   |
| 52° 37′ 44″ N, 10° 4′ 52″ O | Friedhof Hehlentor              | 1536 als erster Begräbnisplatz außerhalb der Stadtmauern von Celle angelegter Friedhof, der durch den Bau der Harburger Straße 1826 in zwei Teile geteilt wurde. Der Eingang erfolgt durch die beiden südlichen Toranlagen - an Sandsteinpfeiler montierte schmiedeeiserne Doppelflügel - beidseits der Straße. Im östlichen Teil führt eine von Grabmalen und Erdgrüften begleitete, die Nord-Süd-Achse des Friedhofs bildende Allee auf das 1838 erbaute Mausoleum zu. Hier sind wohlhabende Celler Bürger bestattet worden. Alter Baumbestand und Grabmale des 19. und frühen 20. Jahrhunderts prägen den 1982/83 zu einer öffentlichen Grünanlage umgestalteten Friedhof. 296 von ehemals 1400 alten Grabstellen blieben dabei erhalten. Westlich der Harburger Straße erinnern eine Kriegsgräberstätte und mehrere Gedenkstein an die Opfer der beiden Weltkriege. | 34352759 | BW   |
| 52° 37′ 54″ N, 10° 5′ 56″ O | Friedrich-Loeffler-Institut     | Ehemalige Reichsanstalt für Seidenbau mit den aus der Erbauungszeit 1938–41 erhaltenen Objekten, die aus dem dreiflügeligen Haupt-Institutsgebäude mit dem südlich abgesetzten ehemaligen Seuchenhaus sowie der östlich von den Institutsgebäuden freistehenden ehemaligen Direktorenvilla bestehen, einschließlich der Vorflächen an der Dörnbergstraße und am Altenhäger Kirchweg mit den Einfriedungen und Verbindungsmauern. | 43715844 | BW   |
| 52° 36′ 58″ N, 10° 2′ 57″ O | Doppelhäuser Fuhrberger Straße  | Traufständige einfache Backsteinbauten, unter ziegelgedeckten Satteldächern. Angelegt als Doppelhäuser mit ausgebautem Drempelgeschoss und einem großen, mittigen, von beiden Haushälften genutzten Zwerchhaus in Richtung Straße. Im rückwärtigen Grundstücksbereich langgestreckte Stallgebäude. Erbaut 1893 (i) durch den Celler Spar- und Bauverein. Die großen, zur Selbstversorgung angelegten Gärten nach Nordwesten, die heute nur noch halb so groß sind wie ursprünglich, gehören als Bestandteil zur Siedlung. | 34352846 | BW   |

## G
| Lage                        | Bezeichnung             | Beschreibung | ID       | Bild |
| --------------------------- | ----------------------- | --- | -------- | ---- |
| 52° 37′ 6″ N, 10° 4′ 37″ O  | Garnisonslazarett Celle | Die Wohnhäuser der Guizettistraße 11 sind beide im 18. Jahrhundert aus Fachwerk und giebelständig zur Straße errichtet worden. | 38610153 | BW   |
| 52° 36′ 55″ N, 10° 5′ 34″ O | Siedlung Georgsgarten   | Wohnsiedlung aus dreigeschossigen Wohnhäusern mit Flachdächern, angeordnet in sechs Nord-Süd-ausgerichteten, parallel positionierten Zeilen, mit breiten Grünflächen in den Zwischenbereichen; nordseitig eingeschossiger Zeilenbau mit Läden; Putzfassaden mit Lochfenstern in serieller Reihung, Treppenhäuser risalitartig vorstehend, mit vertikalen Fensterbändern, nach Südwesten als Übereckfenster ausgebildet. | 34352882 | BW   |
| 52° 37′ 25″ N, 10° 4′ 8″ O  | Guizettistraße 11       | Das Gelände des 1874 bis 1878 erbauten Lazarettsgebäudes umfasste neben einem zeitgleich errichteten Desinfektionshaus auch ältere Wohngebäude, von denen Sägemühlenstraße 3 zeitweilig als Isolierstation genutzt wurde. | 34352284 | BW   |

## H
| Lage                        | Bezeichnung                       | Beschreibung | ID       | Bild |
| --------------------------- | --------------------------------- | --- | -------- | ---- |
| 52° 37′ 12″ N, 10° 4′ 35″ O | Wohnhäuser Hannoversche Straße 6  | Z-förmige Anlage aus zwei Wohnhäusern in Fachwerk mit zwischengeschaltetem Verbindungsbau aus Fachwerk. | 34352310 | BW   |
| 52° 37′ 0″ N, 10° 4′ 39″ O  | Wohnhäuser Hannoversche Straße 19 | Zwei spiegelbildlich zueinander errichtete zweigeschossige, verputzte Massivbauten mit Schopfwalmdach, erbaut 1903 durch den Architekten Walter Bleckmann. | 34352323 | BW   |
| 52° 37′ 11″ N, 10° 5′ 17″ O | Heidekaserne                      | Kasernenanlage von 1872 bestehend aus Mannschaftsunterkunft, Wache und Exerzierhalle. 1852 wurde das Gelände von der Königlichen Hannoverschen Militärverwaltung erworben, nach der Annexion des Königreichs Hannover durch die Preußen 1866 wurde dann 1869 mit den Bauarbeiten für die preußische Große Infanteriekaserne begonnen und die Gebäude, die alle in Backstein errichtet wurden, 1872 in Nutzung genommen. | 34353307 | BW   |
| 52° 37′ 27″ N, 10° 4′ 55″ O | Historische Altstadt Celle        | Siedlungskern der Stadt Celle innerhalb der Stadtmauern. Erstmals urkundlich erwähnt 985 (Altencelle), seit dem 11. Jahrhundert mit Münzrecht versehen. 1292 verlegte Herzog Otto der Strenge seine Burg auf die von Aller und Fuhse eingefasste und damit verkehrsgünstig gut gelegene Talsandinsel, die den Kern der Stadt Celle am heutigen Standort bildet. Anschließend planmäßige Anlage des Straßengrundrisse und 1301 Gewährung des Stadtrechts. Residenzstadt seit 1378, Schlossbau westlich der Altstadt, Ende der Residenzzeit 1705, anschließend wurde Celle dem Kurfürstentum Braunschweig-Lüneburg zugeschlagen, seitdem Ausbau als Beamten- und Juristenstadt, auch Sitz vieler Kasernen und Militäranlagen außerhalb der Altstadt. Im Kern dichter Bestand an Fachwerkbauten des 15.-19. Jahrhunderts, historische Kellerschicht oft älter. | 34352740 | BW   |
| 52° 38′ 22″ N, 10° 5′ 16″ O | Kasernenanlage Hohe Wende         | Kasernenanlage mit Ehrenmal(dat. „1940“), Einfriedung, Wegeführung (einschließlich der historischen Pflasterung) und Baumbestand, zeittypische intakte Anlage aus der Zeit des Nationalsozialismus im Norden der Stadt auf einer leichten Erhebung gelegen, erbaut 1937/38 als „(von-)Seeckt-Kaserne“ auf einem insgesamt 29 ha großen Gelände, das zunächst vorwiegend zur Erprobung von Chemischen Kampfstoffen diente. Ausführender Architekt der Bauten war Klaus Petersen vom Heeresbauamt Hannover II. | 34352864 | BW   |
| 52° 37′ 5″ N, 10° 4′ 18″ O  | Hugenottenstraße                  | Die westliche Seite der Hugenottenstraße wird begrenzt durch giebelständige eingeschossige schlichte Fachwerkbauten des 18. Jahrhunderts unter Satteldächern. | 34352375 |      |

## I
| Lage                        | Bezeichnung                   | Beschreibung | ID       | Bild |
| --------------------------- | ----------------------------- | --- | -------- | ---- |
| 52° 37′ 25″ N, 10° 5′ 17″ O | Wohnhäuser Im Kreise 1–3      | Gruppe aus zwei eingeschossigen Fachwerkhäusern mit verputzten Giebeln der Zeit um 1850. | 34352775 | BW   |
| 52° 37′ 22″ N, 10° 5′ 16″ O | Wohnhäuser Im Kreise 12–25    | Straßenzug aus giebelständigen Fachwerkhäusern des 17. und 18. Jahrhunderts im Bereich der 1738/40 errichteten Synagoge, die im rückwärtigen Grundstücksbereich von Im Kreise 23 und 24 steht. | 34352916 | BW   |
| 52° 37′ 15″ N, 10° 5′ 17″ O | Siedlung Italienischer Garten | Wohnsiedlung, doppelseitige straßenrandbegleitende Bebauung in aufgelockerter Stellung, bestehend aus zwei dreigeschossigen Wohnhäusern mit Walmdach am westlichen Ende der Straße Italienischer Garten sowie acht dreigeschossigen Wohnhäusern mit Flachdach beiderseits der Straße; baukörperlich stark gegliederte Bauten aus mittlerem dreigeschossigen Kubus sowie beiderseits der Mittelachse hervortretenden zweigeschossigen Kuben; Putzfassaden, mittlere Kuben weiß gefasst, äußere Kuben farbig gefasst (restauriert gemäß originalem Farbkonzept von Karl Völker). | 34352388 | BW   |

## J
| Lage                       | Bezeichnung | Beschreibung                                            | ID       | Bild |
| -------------------------- | ----------- | ------------------------------------------------------- | -------- | ---- |
| 52° 37′ 3″ N, 10° 4′ 23″ O | Jägerstraße | Zwei in Reihe stehende Fachwerkbauten der Zeit um 1800. | 34352401 | BW   |

## K
| Lage                        | Bezeichnung                      | Beschreibung | ID       | Bild |
| --------------------------- | -------------------------------- | --- | -------- | ---- |
| 52° 37′ 11″ N, 10° 4′ 14″ O | Kirche Neuenhäusen               | Der Kirchhof Neuenhäusen besteht neben der Kirche aus dem großen Neuenhäuser Friedhof nördlich und westlich der Kirche und die südlich der Kirchstraße stehende ehemalige Leichenhalle sowie das Schul- und Küsterhaus an der Ecke zur Hugenottenstraße. | 34352427 |      |
| 52° 36′ 56″ N, 10° 3′ 59″ O | Siedlungshäuser Kronestraße 2–6  | Siedlung aus fünf ähnlichen Mietshäusern von 1905/06, deren Toiletten separat in fünf zugehörigen Nebengebäuden im Hinterhof untergebracht waren. Architekt: Friedrich Klingenmünster, Celle.                                                            | 34352440 | BW   |
| 52° 36′ 53″ N, 10° 3′ 57″ O | Siedlungshäuser Kronestraße 6–10 | Siedlung aus vier ähnlichen Mietshäusern von 1904/05, deren Toiletten separat in zugehörigen Nebengebäuden im Hinterhof untergebracht waren. Architekt: Friedrich Klingenmünster, Celle.                                                                 | 34352453 | BW   |

## L
| Lage                        | Bezeichnung                      | Beschreibung | ID       | Bild |
| --------------------------- | -------------------------------- | --- | -------- | ---- |
| 52° 37′ 3″ N, 10° 4′ 26″ O  | Landgestüt Celle                 | Das Königliche Landgestüt Celle wurde 1735 durch den hannoverschen Kurfürsten und britischen König Georg II. gegründet und ab 1827 am heutigen Standort ausgebaut. Es befindet sich auf einem großen Areal zwischen der Spörckenstraße im Südosten, der Straße „Alte Grenze“ im Südwesten und der Jägerstraße im Norden. Im Mittelpunkt der großzügigen Anlage steht die große Reithalle, die zwischen 1838 und 1842 gebaut wurde. Nordöstlich hiervon liegt der später angelegte ovale Paradeplatz, der im Südosten und Nordwesten von zwei parallel laufenden großen Stallgebäuden von 1857 und 1905 flankiert wird. Es gibt weitere Ställe, eine Scheune und eine Remise auf dem weitläufigen Gelände. Im Nordosten durchfließt die Fuhse das Landgestüt. Die hierüber führende genietete Brücke von 1863 gehört ebenso zur Gruppe baulicher Anlagen wie die beiden nördlich der Fuhse liegenden Gebäude des Jägerstalls von 1888 und die erste Fachwerk-Reithalle des Landgestüts, die das Gelände zur Jägerstraße abschließen. Auf dem Areal befinden sich auch zahlreiche Koppeln, Wege und Höfe, zum Teil mit altem Pflaster, sowie alter Baumbestand. | 34352623 | BW   |
| 52° 37′ 45″ N, 10° 4′ 58″ O | Fachwerkhäuser Lüneburger Straße | Drei traufständige Fachwerkbauten auf der Nordwestseite der Lüneburger Straße aus unterschiedlichen Zeiten. | 34352479 | BW   |

## M
| Lage                        | Bezeichnung            | Beschreibung | ID       | Bild |
| --------------------------- | ---------------------- | --- | -------- | ---- |
| 52° 37′ 9″ N, 10° 4′ 31″ O  | Martin-Luther-Kirche   | Gelände der Martin-Luther-Gemeinde Celle, bestehend aus einer älteren Kapelle, an die Fritz Höger 1933/34 den heutigen Kirchbau anfügte. Der Turm wurde abseits der Kirche in den sechziger Jahren des 20. Jahrhunderts errichtet. | 50841036 |      |
| 52° 37′ 32″ N, 10° 4′ 37″ O | Mühlenstraße 11 und 12 | Zwei traufständige zweigeschossige Fachwerkbauten des frühen 18. Jahrhunderts, in Reihe gebaut. | 34352505 | BW   |

## N
| Lage                        | Bezeichnung         | Beschreibung | ID       | Bild |
| --------------------------- | ------------------- | --- | -------- | ---- |
| 52° 37′ 22″ N, 10° 3′ 19″ O | Neustädter Friedhof | 1886 angelegter Friedhof für Neustadt/Heese, bis 1950 genutzt. Südliche Einfriedung, Vegetation und Grabsteine erhalten, zudem eine Gedenkstätte für Soldaten des Ersten Weltkrieges.                                                             | 34352466 | BW   |
| 52° 37′ 14″ N, 10° 3′ 28″ O | Neustadt 65 und 66  | Einfahrt der quer von der Neustadt abzweigenden Erichsgasse mit links und rechts den zwei in der zweiten Hälfte des 19. Jahrhunderts entstandenen Eckgebäuden Neustadt 65 und 66, die zusammen eine städtebaulich wirksame „Torsituation“ bilden. | 44883481 |      |
| 52° 37′ 13″ N, 10° 3′ 5″ O  | Nienburger Straße   | Drei zwischen 1904 und 1909 entstandene Massivbauten ähnlicher Prägung nördlich der Nienburger Straße. | 34352531 |      |

## O
| Lage                        | Bezeichnung            | Beschreibung | ID       | Bild |
| --------------------------- | ---------------------- | --- | -------- | ---- |
| 52° 37′ 11″ N, 10° 4′ 30″ O | Ohagenstraße 1b und 1c | Doppelhaus von 1910, Architekt: Wilhelm Hellmann. Grundstückeinfassung mit zeitgenössischem schmiedeeisernem Zaun. | 34352545 | BW   |

## R
| Lage                        | Bezeichnung              | Beschreibung | ID       | Bild |
| --------------------------- | ------------------------ | --- | -------- | ---- |
| 52° 37′ 17″ N, 10° 4′ 33″ O | Reformierte Kirche Celle | Gruppe aus den vier Gebäuden der ehemals französisch-reformierten Kirche in Celle, die sich um einen Hof herum gruppieren. Dabei liegt der Kirchensaal zentral und von der Straße zurückversetzt, die übrigen - ebenfalls in barocker Zeit entstandenen - Wohngebäude schließen den Hof seitlich ab. | 34352349 | BW   |
| 52° 37′ 16″ N, 10° 4′ 43″ O | Roßsche Villa            | Villenbau mit neben stehender Remise von 1876/77. Beide Bauten bestehen aus Backstein. | 51241373 | BW   |

## S
| Lage                        | Bezeichnung                   | Beschreibung | ID       | Bild |
| --------------------------- | ----------------------------- | --- | -------- | ---- |
| 52° 37′ 19″ N, 10° 5′ 33″ O | Sankt-Georg-Straße 22–27      | Bescheidene, überwiegend traufständige zweigeschossige Fachwerkbauten mit Satteldächern. Errichtet im 17. und 18. Jahrhundert. | 34353240 | BW   |
| 52° 37′ 12″ N, 10° 4′ 42″ O | St.-Ludwig-Kirche             | Gewestete dreischiffige katholische Hallenkirche von 1835–37 auf Kirchhof mit nördlich liegendem Friedhof. | 34352414 | BW   |
| 52° 37′ 12″ N, 10° 4′ 9″ O  | Wohnhäuser Schackstraße 5–6   | Traufständige Backsteinbauten auf der Südseite der Schackstraße aus dem letzten Viertel des 19. Jahrhunderts; beide Wohnbauten mit zweiachsigem Zwerchhaus in der straßenseitigen Dachfläche. Dazu gehört ein zeitgleich errichtetes rückwärtiges Nebengebäude. | 34352584 |      |
| 52° 37′ 17″ N, 10° 4′ 33″ O | Wohnhäuser Schackstraße 10–11 | Doppelhaus in Backstein, spiegelbildlich zueinander erbaut 1868 (a). | 34352597 |      |
| 52° 37′ 17″ N, 10° 4′ 33″ O | Wohnhäuser Schackstraße 12–13 | Doppelhaus auf der Nordseite der Schackstraße, Hälften spiegelbildlich zueinander erbaut um 1870. | 34352610 |      |

## T
| Lage                        | Bezeichnung      | Beschreibung | ID       | Bild |
| --------------------------- | ---------------- | --- | -------- | ---- |
| 52° 37′ 30″ N, 10° 5′ 59″ O | Thaers Garten    | Historische Stätte östlich der Dammaschwiesen an der Aller, hervorgegangen aus dem ursprünglichen Gartenland „Reimers Garten“, das 1786 durch den aus Celle stammenden Begründer der wissenschaftlichen Landwirtschaft, Albrecht Daniel Thaer, erworben und bis 1804 von ihm als Sommersitz und Mustergut betrieben wurde. Später Ausflugsgaststätte und öffentlicher Park. An Baulichkeiten sind das ehemalige Gutshaus und ein Erdkeller erhalten sowie Reste der Parklandschaft. | 44012389 | BW   |
| 52° 37′ 18″ N, 10° 3′ 54″ O | Wohnhäuser Trift | Bebauung der südlichen Seite der Straße Trift mit gleichartigen Putzbauten aus dem letzten Jahrzehnt des 19. Jahrhunderts. | 34352096 | BW   |

## V
| Lage                        | Bezeichnung                   | Beschreibung | ID       | Bild |
| --------------------------- | ----------------------------- | --- | -------- | ---- |
| 52° 37′ 26″ N, 10° 4′ 30″ O | Villen westlich des Schlosses | Eine Gruppe von sechs kleinen Villen, die ab 1880 westlich des Schlosses an der Mühlenstraße und der Lenthestraße (ehemals „Parkstraße“) entstanden. | 34352518 | BW   |

## W
| Lage                        | Bezeichnung                     | Beschreibung | ID       | Bild |
| --------------------------- | ------------------------------- | --- | -------- | ---- |
| 52° 37′ 12″ N, 10° 4′ 12″ O | Wohnhausgruppe Waack            | Wohnhausgruppe, errichtet 1927–28 für den Bauunternehmer Hans Waack nach einem Entwurf des Celler Architekten Otto Haesler. Zwei viergeschossige Massivbauten mit Flachdach, Lochfassaden mit querrechteckigen Fensteröffnungen, verputzt; durch die zeilenartige Anordnung der beiden Baukörper rechtwinklig zur Straße wird ein begrünter Innenhof eingefasst. | 34352571 |      |
| 52° 37′ 8″ N, 10° 4′ 30″ O  | Wallmodenschlösschen            | Dreiflügelanlage um einen mittigen Ehrenhof. Baulicher Bestand entstanden zwischen 1679 und um 1900. | 34352336 |      |
| 52° 37′ 19″ N, 10° 4′ 12″ O | Westerceller Vorstadt           | Der heutige Ortsteil Neuenhäusen entwickelte sich ab der Mitte des 17. Jahrhunderts als „Westerceller Vorstadt“ auf Erlass des Herzogs Georg Wilhelm von Braunschweig-Lüneburg, der mit seinem Hof 1665 von Hannover in das Celler Schloss umzog, was mit einem gesteigerten Platzbedarf für Hofbedienstete und Soldaten einherging, die die ersten Anwohner in Neuenhäusen waren. Neben den Wohnbauten wurde 1690 ein Friedhof angelegt sowie wenig später auch eine Schule und eine Kapelle. Neuenhäusen entwickelte sich so zu einer bevorzugten Wohngegend. 1869 wurde Neuenhäusen als Ortsteil nach Celle eingemeindet. Der erhaltene Baubestand entstammt vielfach noch dem 17. Jahrhundert, bauliche Ergänzungen stammen aus dem 18. bis zum 20. Jahrhundert. | 37026509 | BW   |
| 52° 37′ 39″ N, 10° 5′ 28″ O | Wohnhausgruppe Wittinger Straße | Wohnhausgruppe aus drei zusammen gebauten Wohnhäusern der Zeit um 1860 in zweigeschossiger Fachwerkbauweise mit vertikaler Holzverschalung. 1957 Trennung in drei Grundstücke. | 34352727 | BW   |